# Alive II
Alive II — второй концертный альбом американской рок-группы Kiss, включающий концертные версии песен с трёх дисков Destroyer, Rock and Roll Over, и Love Gun, вышедший в 1977 году. Также альбом включает в себя 5 новых песен: «Rockin' in the U.S.A.» и «Larger Than Life» от Джина Симмонса, «All American Man» и «Anyway You Want It» от Пола Стэнли, «Rocket Ride» от Эйса Фрейли.

## Об альбоме

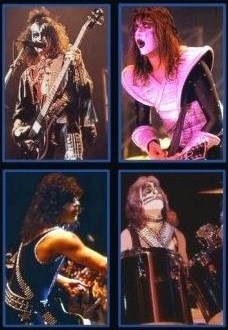

Alive II стал продолжением первого концертного альбома Alive!, только материал для него был взят уже со следующих трёх альбомов группы.
Все песни для альбома были записаны во время концертов в Японии, кроме 2-х: «Beth» и «I Want You»
На 3 новых песнях, а именно «Rockin' in the U.S.A.», «Larger Than Life», «All American Man» гитарные соло вместо Эйса Фрейли сыграл Боб Кулик. В песне «Anyway You Want It» все гитарные партии были сыграны Полом Стэнли.

## Список композиций

### Сторона один
1. «Detroit Rock City» (Пол Стэнли, Боб Эзрин) — 3:04
  - Основной вокал — Пол Стэнли
2. «King of the Night Time World» (Стэнли, Эзрин, Фоули, Энтони) — 3:12
  - Основной вокал — Пол Стэнли
3. «Ladies Room» (Джин Симмонс) — 3:28
  - Основной вокал — Джин Симмонс
4. «Makin’ Love» (Стэнли, Шон Дилани[англ.]) — 3:47
  - Основной вокал — Пол Стэнли
5. «Love Gun» (Стэнли) — 3:38
  - Основной вокал — Пол Стэнли

### Сторона два
1. «Calling Dr. Love» (Симмонс) — 3:16
  - Основной вокал — Джин Симмонс
2. «Christine Sixteen» (Симмонс) — 2:58
  - Основной вокал — Джин Симмонс
3. «Shock Me» (Эйс Фрейли) — 2:48
  - Основной вокал — Эйс Фрейли
4. «Hard Luck Woman» (Стэнли) — 3:25
  - Основной вокал — Питер Крисс
5. «Tomorrow and Tonight» (Стэнли) — 3:01
  - Основной вокал — Пол Стэнли

### Сторона три
1. «I Stole Your Love» (Стэнли) — 3:16
  - Основной вокал — Пол Стэнли
2. «Beth» (Крисс, Эзрин, Стэн Пэнридж) — 2:58
  - Основной вокал — Питер Крисс
3. «God of Thunder» (Стэнли) — 2:48
  - Основной вокал — Джин Симмонс
4. «I Want You» (Стэнли) — 3:25
  - Основной вокал — Пол Стэнли
5. «Shout It Out Loud» (Симмонс, Стэнли, Эзрин) — 3:37
  - Основной вокал — Пол Стэнли, Джин Симмонс

### Сторона четыре
1. «All American Man» (Стэнли, Дилани) — 3:16
  - Основной вокал — Пол Стэнли
2. «Rockin’ in the U.S.A.» (Симмонс) — 2:58
  - Основной вокал — Джин Симмонс
3. «Larger than Life» (Симмонс) — 2:48
  - Основной вокал — Джин Симмонс
4. «Rocket Ride» (Фрэйли, Дилани) — 4:08
  - Основной вокал — Эйс Фрейли
5. «Anyway You Want It» (Дэйв Кларк) — 3:01
  - Основной вокал — Пол Стэнли

## Участники записи

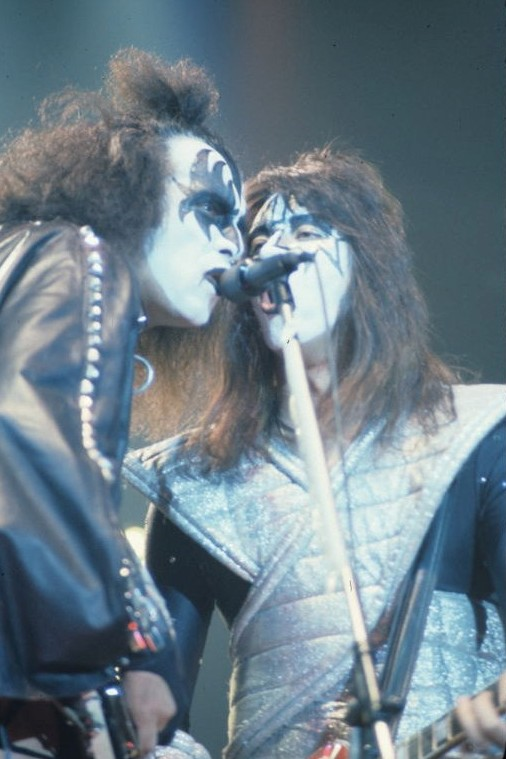
Концерт в Нью-Хейвене, январь 1978 года

- Джин Симмонс — бас-гитара, вокал, (ритм-гитара на «Larger than Life»).
- Пол Стэнли — ритм-гитара, вокал, (все гитары на «Any Way You Want It»).
- Эйс Фрэйли — гитара, вокал, (все гитары и вокал на «Rocket Ride»).
- Питер Крисс — ударные, вокал

## Остальные музыканты
- Боб Кулик — основная гитара на «All American Man», «Larger Than Life» и «Rockin’ in the U.S.A»
- Энтон Фиг - перкуссия на "Rocket Ride"
- Эдди Крамер — клавишные.

## Позиции в чартах
| Год  | Чарт       | Позиция |
| ---- | ---------- | ------- |
| 1978 | Pop albums | 7       |

| Год  | сингл         | Чарт       | Позиция |
| ---- | ------------- | ---------- | ------- |
| 1978 | «Rocket Ride» | Поп-синглы | 39      |

| Год  | сингл                      | Чарт       | Позиция |
| ---- | -------------------------- | ---------- | ------- |
| 1978 | «Shout It Out Loud» (live) | Поп-синглы | 74      |

| Чарт           | Позиция |
| -------------- | ------- |
| Австралия      | 17      |
| Великобритания | 60      |
| Канада         | 5       |
| Новая Зеландия | 13      |
| США            | 7       |
| Швеция         | 28      |
| Япония         | 10      |